# Dasyhelea canariensis
Dasyhelea canariensis är en tvåvingeart som beskrevs av Stora 1936. Dasyhelea canariensis ingår i släktet Dasyhelea och familjen svidknott.
Artens utbredningsområde är Kanarieöarna. Inga underarter finns listade i Catalogue of Life.